# Słoboda Bolechowska
Słoboda Bolechowska (ukr. Слобода-Болехівська) – wieś na Ukrainie, w  obwodzie iwanofrankiwskim, w rejonie dolińskim.